# Codolet
Codolet – miejscowość i gmina we Francji, w regionie Oksytania, w departamencie Gard.
Według danych na rok 1990 gminę zamieszkiwało 458 osób, a gęstość zaludnienia wynosiła 89 osób/km² (wśród 1545 gmin Langwedocji-Roussillon Codolet plasuje się na 537. miejscu pod względem liczby ludności, natomiast pod względem powierzchni na miejscu 1008.).